# Ботезат, Прасковья Андреевна
Поли́на Ботеза́т (сценический псевдоним Прасковьи Андреевны Ботезат; 29 октября 1922 — 2001) — молдавская советская певица (лирическое сопрано) и педагог, народная артистка Молдавской ССР (1966).

## Биография
Прасковья Ботезат родилась 29 октября 1922 года в селе Чумашки (на территории современной Новосибирской области России). Музыкальное образование получила сначала в Новокузнецке, затем в Алма-Ате. В 1942—43 годах — солистка ансамбля песни и танца «Дойна» Кишинёвской филармонии. В 1944-47 годах — солистка ансамбля песни и танца Центрального дома культуры железнодорожников Молдавии. В 1947—52 годах Ботезат училась в Кишинёвской консерватории по классу профессора Лидии Бабич. В 1951—55 годах — солистка Молдавской филармонии. В 1955—75 годах — солистка Молдавского театра оперы и балета в Кишинёве.
Прасковья Ботезат в 1951 году стала лауреатом Всемирного фестиваля молодёжи и студентов в Берлине. В 1952—88 годах она преподавала вокал в Кишинёвской консерватории имени Музическу. С 1965 года — доцент, затем профессор. Среди учеников Полины Ботезат — народная артистка СССР Мария Биешу, заслуженная артистка Молдовы (лирико-колоратурное сопрано) Стрезева Светлана , Молдова/США, народная артистка Молдовы (лирико-колоротурное сопрано) Шоломей Лилия, американская певица (меццо-сопрано) Ирина Мишура-Лехтман, исопрано Наталья Маргарит, Молдова  и певица Наталья Гаврилан( колоратурное меццо-сопрано) , Молдова/Италия.